# نورمال (فلم)
نورمال هو فيلم درامي جزائري صدرَ عام 2011 من تأليف وإخراج مرزاق علواش. فاز الفيلمُ بجائزةِ أفضل فيلمٍ في مهرجان الدوحة ترايبيكا السينمائي في نفسِ عام صدوره.

## القصّة
ناقش الفيلمُ الحركية الجديدة التي شهدها ويشهدها المجتمع الجزائري في ظل الربيع العربي، كما تطرّق للعلاقات الاجتماعيّة داخل المجتمع في ظلّ الانقسامات السياسيّة.

## طاقم التمثيل
شاركَ في تصوير الفيلم عددٌ من الممثلين والممثلات لعلّ أبرزهم:
- نبيل أصلي في دور نبيل
- عديلة بن دمراد في دور أمينة
- مينا لاتشر في دور مينا
- نوح المثلوثي في دور لمياء
- نجيب أولبصير في دور فوزي

## الجدل
أثار فيلمُ نورمال الكثير من الجدل في الداخل الجزائري، كما تعرَّض لانتقاداتٍ عنيفةٍ حينما عُرض في مهرجان وهران للفيلم العربي بالجزائر بدعوى أنه «يُهين الجزائريين ويُظهرهم غارقين في الجنس والخمر» كما قالَ بعض النّقاد.